# Adiscus tibialis
Adiscus tibialis là một loài bọ cánh cứng trong họ Chrysomelidae. Loài này được Chen & Pu miêu tả khoa học năm 1980.